# Krumbach (Bassa Austria)
Krumbach è un comune austriaco di 2 305 abitanti nel distretto di Wiener Neustadt-Land, in Bassa Austria; ha lo status di comune mercato (Marktgemeinde).

## Monumenti e luoghi d'interesse
- Castello di Krumbach